# Shane Gaalaas
Shane Gaalaas (Londra, 8 agosto 1967) è un batterista britannico.

## Biografia
Noto batterista sin dalla metà degli anni ottanta, entra a far parte del Michael Schenker Group, in sostituzione di Ted Mckenna, e, dai primi anni duemila collabora con i giapponesi B'z.

## Altre attività
Nel corso degli anni ha anche svolto una prolifica attività come turnista, collaborando con Yngwie Malmsteen, Uli Jon Roth, Vinnie Moore, e Jeff Kollman.

## Discografia

### Michael Schenker Group
- Written in the Sand, 1996
- The Unforgiven, 1999

### Solista
- Primer, 2003
- Hinge, 2005
- Perfect Rock Drumming Instructional, 2009
- Ascend, 2013
- Tales From A Fantastic Lumbar, 2014
- Bitter Suites From The Red Room, 2016